# Chris Cox Megamix (canción)
"Megamix" es un remix bonus track del álbum Hannah Montana 2:Non-Stop Dance Party de Hannah Montana lanzado a principio del 2008.Fue remixado por Chris Cox que se encargó de la producción y edición del álbum. Esta versión no se debe confundir Con El Chris Cox Megamix Realizado para Britney Spears, ya que son diferente uno del otro

## Información de la Canción
"Megamix" es una combinación de las canciones:
- Old Blue Jeans.
- Make Some Noise
- Nobody's Perfect
- Rock Star
- Life's What You Make It
- We Got the Party

## Bonus Track
La canción fue incluida en el disco como una pista adicional, pero esta misma se puede encontrar en todas las versiones del disco, ya que es considerado como una pista adicional internacional.
- Datos: Q5767330